# Snagovo
Snagovo (cyr. Снагово) – wieś w Bośni i Hercegowinie, w Republice Serbskiej, w mieście Zvornik. W 2013 roku liczyła 166 mieszkańców.